# Мбоп а Мабіїнк ма Мбулу
Мбоп аМабіїнк маМбулу (Бопе Мобінджі) (*д/н — бл. 1885) — 19-й н'їм (володар) держави Куба в 1840—1885 роках.

## Життєпис
Син н'їма Міко міМбулу. При народженні отримав ім'я Лукенга. 1835 року оголошений спадкоємцем влади. 1840 року посів трон. 1843 року був свідком проходження комети, яку вважав гарною прикметою. Уславився жорстокістю, європейці навіть в подальшому йменували його тираном. Напевне це було пов'язано з рішучими діями проти підвладних вождів, які намагалися здобути самостійність. Завдяки діям н'їма держава Куба зберегла міцність та не розпалася.
Активно розвивав торгівлю з сусідніми державами, насамперед Лундою, куди відправляв слонову кістку та рабів в обмін каурі, перли та мідь. Завдячи цьому зросла економічна потуга Мбоп аМабіїнк маМбулу. Водночас це призвело до збільшення походів на північ та схід для захоплення рабів. Також в якості рабів продавав власних підданих, яких було засуджено до різних покарань.
1880 року відбувся перший контакт з єврпоейцями — до двору володаря Куби прибув португальський торговець Кінгом да Сілва-Порту, який намагався встановити тривалі торгівельні контакти. Мбоп аМабіїнк маМбулу був не проти, але відмовився надати дозвіл на створення у власних володіннях португальської факторії. Тому контакти перервалися. Наприкінці панування довелося придушувати повстання племені санкуру.
Помер за різними відомостями наприкінці 1884 або напочатку 1885 року. Під час поховання в жертву було принесено 2 тис. рабів. Трон спадкував його брат Міко а Мабіїнк ма Мбулу.